# Водно-болотные угодья
Водно-болотные угодья, или влажные земли (англ. Wetlands) — участки местности, почва которых является аквифером с постоянной или сезонной влажностью. Такие участки местности могут быть частично или полностью заняты водоёмами. Водно-болотными угодьями являются мелководные озёра и участки морских побережий, верховые и низовые болота, также некоторые другие. Вода в водно-болотных угодьях может быть пресной, морской и солоноватой. Крупнейшие водно-болотные угодья в мире — Пантанал, они расположены в Бразилии, Боливии и Парагвае.
В 1971 году принята международная Конвенция о водно-болотных угодьях, имеющих международное значение главным образом в качестве местообитаний водоплавающих птиц — Рамсарская конвенция.
В число наиболее известных из 35 водно-болотных угодий России, охраняемых Рамсарской конвенцией, входят дельта Волги, озеро Ханка, Кандалакшский залив, озеро Чаны, озеро Маныч-Гудило, Мшинское болото.

## Определение
Участок земли, на котором прошёл дождь, не будет являться водно-болотным угодьем, хоть он и будет влажным. Водно-болотные угодья обладают уникальными характеристиками: они, как правило, отличаются от водоёмов или участков рельефа, имеющих водоём, и находящихся на них растений. Водно-болотные угодья можно охарактеризовать как участки рельефа, имеющие под собой уровень грунтовых вод, находящийся вблизи или на поверхности земли, способный в течение достаточно длительного периода каждый год поддерживать жизнь водных растений. Более кратко, это участок земли, состоящий из водной почвы и живущих на ней гидрофитов.
Водно-болотные угодья были также описаны как экотоны — участки перехода суши в водоём.